# Сенат Испании
Сенат Испании (исп. Senado de España) — верхняя палата парламента Испании. Состоит из 266 членов, из которых всеобщим голосованием выбираются 208, остальные 58 назначаются региональными законодательными органами. Все сенаторы работают в течение четырёх лет. Сенат был учрежден в 1837 году. После прихода к власти Мигеля Примо де Ривера деятельность сената была прекращена в 1923 году, и только с 1978 верхняя палата парламента Испании вновь начала проводить свои заседания.
Досрочные выборы прошли 10 ноября 2019 года. Действующий сенат является 14-м по счёту и будет действовать до 2023 года.

## Структура
| Политическая фракция | Политическая фракция                      | Избранные | Назначенные | Всего |
| -------------------- | ----------------------------------------- | --------- | ----------- | ----- |
|                      | Испанская социалистическая рабочая партия | 93        | 20          | 113   |
|                      | Народная партия                           | 83        | 14          | 97    |
|                      | Левые республиканцы Каталонии             | 11        | 2           | 13    |
|                      | Баскская националистическая партия        | 9         | 1           | 10    |
|                      | Остальные                                 | 12        | 20          | 32    |
| Всего                | Всего                                     | 208       | 57          | 265   |